# Třebenice, Třebíč
Třebenice là một làng thuộc huyện Třebíč, vùng Vysočina, Cộng hòa Séc.